# F4ZE
F4ZE je drugi EP hrvatske pjevačice Miach. Izdala ga je diskografska kuća yem 29. ožujka 2025. ususret Miachinom drugom solo koncertu u Boćarskom domu u Zagrebu. Sastoji se od četiri pjesme, a prva pod nazivom FAZA objavljena je 28. ožujka na svim streaming platformama s video spotom. Preostale tri objavljene su u ponoć 29. ožujka. 11. srpnja objavljen je video spot za drugi singl Honolulu.

Miach je za Muzika.hr rekla:
»Svaka pjesma predstavlja zasebnu fazu u ljubavnom odnosu. Uvodna i prvi singl FAZA je početni stadij gdje se dvoje ljudi upoznavaju i zaljubljuju, druga pjesma Honolulu je kao neki honey moon phase, treća pjesma Eksplozija je kada shvaćate da možda niste dobri jedno za drugo, a zadnja pjesma Zadnji Put priča o tuzi koju prolaziš za vrijeme i nakon raskida. Riječ je o ciklusu, odnosno fazama koje često prolazimo u ljubavnom odnosu, dok ne nađemo pravu osobu.«

## Popis pjesama
| 1.    | »FAZA«       | 3:26 |
| 2.    | »Honolulu«   | 3:03 |
| 3.    | »Eksplozija« | 2:52 |
| 4.    | »Zadnji put« | 4:04 |
| 13:14 |              |      |